# Tourny
Pour les articles homonymes, voir Tourny (homonymie).
Tourny est une ancienne commune française, située dans le département de l'Eure en région Normandie, devenue le 1er janvier 2016 une commune déléguée au sein de la commune nouvelle de Vexin-sur-Epte. Ses habitants se nomment les Tornaciens.

## Géographie
Tourny est une ancienne commune située à 100 km de Paris et 74 km de Rouen. Sa superficie est de 11.95 m²

## Toponymie
Le nom est attesté dès l'époque carolingienne sous la forme Torniaco en 884 (diplôme de Carloman, cité par Marcel Baudot), puis Torneium en 1145 et en 1147 (bulle d’Eugène III), Tornutum en 1150 (gesta Ludovici VII), Tornayum en 1181 (bulle de Luce III,formes françaises latinisées), Torneium en 1225 (titres de Saint-Ouen), Torni en 1231 (cartulaire du Trésor), Tornacum en 1287 (comptes de l’abb. de Beaubec), Tourny en Veulquessin en 1434 (archives nationales), Tournay en 1464 (dénombr. de l’abb. de la Croix-Saint-Leufroi), Tourny en Vexin en 1773 (arrêt du conseil d’État).
Il s'agit du type toponymique gallo-roman fréquent *TORNIACU, issu d'un plus ancien gaulois *Torn(i)ako(n), basé sur le suffixe de localisation *-ako(n) et précédé d'un élément torn / turn selon François de Beaurepaire. Il aurait le sens de « colline » (gaulois turno- « hauteur » [?], cf. breton torn-aot « hauteur du rivage », « falaise »),,. La racine *turn- « hauteur » serait préceltique pour Jean Loicq, celtique pour Xavier Delamarre. Il s'agit d'une formation toponymique analogue aux Tournai, Tornac, etc. référencés par Albert Dauzat et Charles Rostaing.

## Histoire
Tourny existait avant la conquête romaine : sur son territoire, on a trouvé de nombreuses pièces de monnaie à l’effigie des Empereurs romains du Ier siècle.
La butte des Boquets fut utilisée par les Romains comme moyen de communication par signaux avec celle de Nézé qui les reliait à leur camp retranché de Vernonnet. Ils déboisèrent de larges brèches dans la forêt et construisirent la route de Rouen  à Meulant par Tourny (chemin des Andelys).
Au IXe siècle, les Normands installèrent un campement à l’endroit où se trouve Tourny.
Plus tard, Rollon, leur chef, se convertit à la foi chrétienne et beaucoup de ses hommes le suivirent. Ce fut à cette époque et par leurs soins que s’est construite en 950 la première église de Tourny et d’après certains documents, on sait que Rollon possédait Tourny, Coupigny et autres lieux en faveur de l’Abbaye Saint Ouen de Rouen. Son petit-fils Richard approuva cette dotation.
Dès 1187, on sait par une bulle de l’abbaye de Thiron (Eure-et-Loir) que l’église de Tourny était dédiée à la Vierge Marie. En 1249, Tourny est érigé en doyenné dont dépendent 44 paroisses.
La date de construction de l’église actuelle se situe vers 1558.
Des travaux de terrassements effectués au milieu du siècle dernier, lors de la rectification de la rue Aval et de la désaffectation de l’ancien cimetière ont décelé la présence de fondations ayant appartenu  à l'église primitive, dans un sens qui n'a rien de commun avec le plan de l'église actuelle. Les fondations s'avançaient jusqu'à la route actuelle et dépassaient même de quelques mètres la bordure actuelle. Cependant le clocher annonce le XIIe ou le XIIIe siècle.
Il y a donc lieu de croire que l'église primitive fut détruite par l'incendie en même temps que le château en 1099 et qu'elle fut rebâtie sur un autre plan dans le courant du siècle suivant. Enfin elle fut en grande partie reconstruite sur ce deuxième emplacement pendant la Renaissance.

## Politique et administration
| Période                                  | Période    | Identité                       | Étiquette | Qualité                                       |
| ---------------------------------------- | ---------- | ------------------------------ | --------- | --------------------------------------------- |
| Les données manquantes sont à compléter. |            |                                |           |                                               |
| 1812                                     |            | Louis Belhomme                 |           |                                               |
| 1815                                     | 06/07/1823 | Louis Cartier                  |           | ancien fondeur d'or et d'argent, propriétaire |
| Les données manquantes sont à compléter. |            |                                |           |                                               |
| ca 1836                                  |            | Pantin                         |           |                                               |
| Les données manquantes sont à compléter. |            |                                |           |                                               |
| 1876                                     |            | André Charles Alexandre Drevet |           | Notaire honoraire                             |
| 1883                                     |            | Viconte                        |           |                                               |
|                                          |            |                                |           |                                               |
| ca 1894-1895                             |            | Fortuné Chatel                 |           |                                               |
| Février 1944                             |            | Jacques DURAND                 |           |                                               |
|                                          | mars 1977  | Jacques Durand                 |           | Agriculteur-distillateur                      |
| mars 1977                                | mars 1983  | Jean Dewas                     |           | Journaliste                                   |
| mars 1983                                | mars 2001  | Jean Durand                    |           | Agriculteur                                   |
| mars 2001                                | mars 2014  | Daniel Foucher                 |           | Notaire                                       |
| mars 2014                                | 31/12/2015 | Thomas Durand                  | DVD       | Agriculteur                                   |

## Démographie
L'évolution du nombre d'habitants est connue à travers les recensements de la population effectués dans la commune depuis 1793. À partir du 1er janvier 2009, les populations légales des communes sont publiées annuellement dans le cadre d'un recensement qui repose désormais sur une collecte d'information annuelle, concernant successivement tous les territoires communaux au cours d'une période de cinq ans. 
Pour les communes de moins de 10 000 habitants, une enquête de recensement portant sur toute la population est réalisée tous les cinq ans, les populations légales des années intermédiaires étant quant à elles estimées par interpolation ou extrapolation. Pour la commune, le premier recensement exhaustif entrant dans le cadre du nouveau dispositif a été réalisé en 2004,.
En 2013, la commune comptait 938 habitants, en évolution de +3,19 % par rapport à 2008 (Eure : +2,66 %, France hors Mayotte : +2,49 %).
| 1793  | 1800 | 1806  | 1821  | 1831  | 1836 | 1841 | 1846 | 1851 |
| ----- | ---- | ----- | ----- | ----- | ---- | ---- | ---- | ---- |
| 1 079 | 902  | 1 062 | 1 002 | 1 001 | 994  | 955  | 940  | 900  |

| 1856 | 1861 | 1866 | 1872 | 1876 | 1881 | 1886 | 1891 | 1896 |
| ---- | ---- | ---- | ---- | ---- | ---- | ---- | ---- | ---- |
| 817  | 803  | 866  | 835  | 835  | 765  | 781  | 796  | 774  |

| 1901 | 1906 | 1911 | 1921 | 1926 | 1931 | 1936 | 1946 | 1954 |
| ---- | ---- | ---- | ---- | ---- | ---- | ---- | ---- | ---- |
| 721  | 692  | 694  | 604  | 590  | 607  | 562  | 639  | 636  |

| 1962 | 1968 | 1975 | 1982 | 1990 | 1999 | 2004 | 2009 | 2013 |
| ---- | ---- | ---- | ---- | ---- | ---- | ---- | ---- | ---- |
| 678  | 677  | 677  | 695  | 739  | 898  | 945  | 895  | 938  |

## Culture locale et patrimoine

### Lieux et monuments

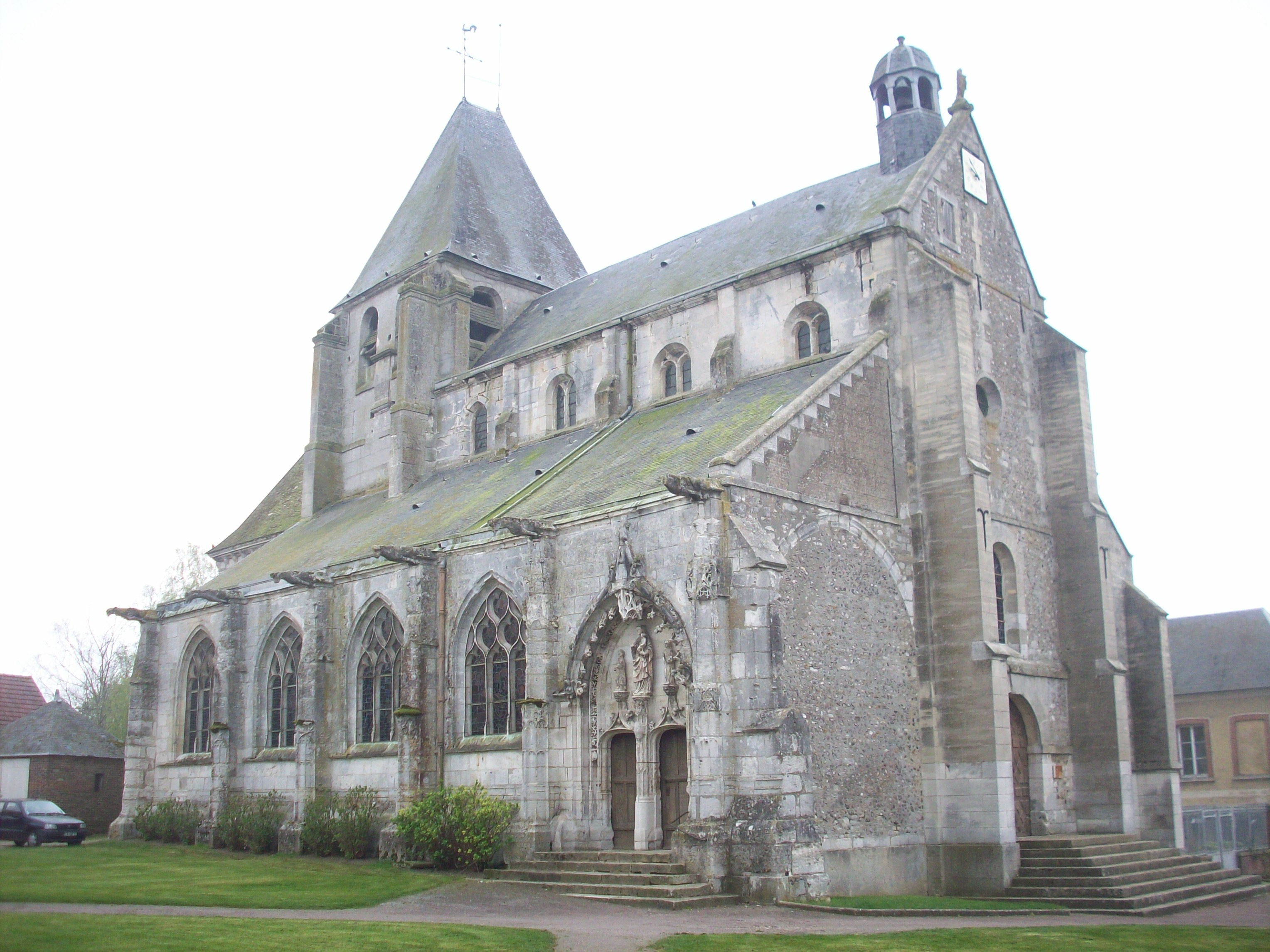
Église Notre-Dame

- Église Notre-Dame, classée au titre des monuments historique par arrêté du 20 mars 1912[14].
- Château et parc en centre ville[15]. Motte castrale et colombier.

### Personnalités liées à la commune
- Louis-Urbain Aubert (1695-1760), natif des Andelys, marquis de Tourny, fut intendant à Limoges et à Bordeaux, où on lui doit notamment les célèbres "allées de Tourny".
- Auguste Bottée de Toulmon (1764-1815) y est mort.

### Héraldique
|  | Les armes de la ville se blasonnent ainsi : de gueules à la barre d’argent chargée de trois merlettes d’azur posées à plomb, accompagnée en chef d’une aigle d’or et en pointe d’un léopard du même. Le léopard d'or rappelle les armes de la Normandie. |